# Mantispa pehlkei
Mantispa pehlkei är en insektsart som beskrevs av Günther Enderlein 1910. Mantispa pehlkei ingår i släktet Mantispa och familjen fångsländor. Inga underarter finns listade i Catalogue of Life.